# Taliana Vargas

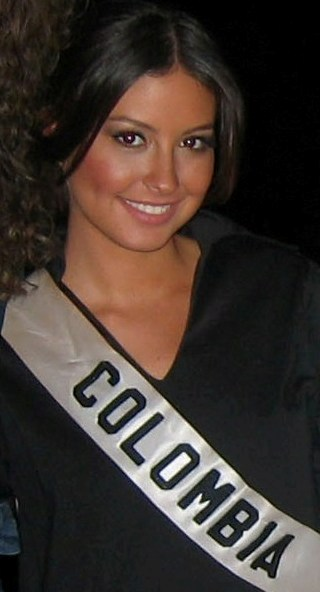
Taliana Vargas

Taliana Maria Vargas Carillo (* 20. Dezember 1987 in Santa Marta, Magdalena, Kolumbien) ist eine kolumbianische Schauspielerin und Model. 2007 wurde sie zur Miss Kolumbien gewählt und war die Zweitplatzierte beim Miss-Universe-Wettbewerb 2008. Sie studiert Journalismus am Northern Virginia Community College in Alexandria (Virginia). Vargas hat griechische und libanesische Vorfahren und spricht fließend Spanisch, Englisch, Italienisch sowie etwas Arabisch und Griechisch.

## Karriere
Vargas trat 2010 in ihrer ersten Hauptrolle als Niña Cabrales in der RCN-TV-Soap-Opera Chepe Fortuna auf. Die Show, die in Kolumbien und anderen Teilen Südamerikas ein großer Erfolg war, brachte Taliana einen TVyNovelas-Preis als Lieblingsschauspielerin in einer Hauptrolle ein.
Sie ist ebenso die Hauptfigur in einer weiteren kolumbianischen Seifenoper namens Rafael Orozco El Idolo. Sie handelt von einem Vallenato-Sänger aus Valledupar, Kolumbien. Vargas spielt die Frau dieses Sängers.
Im Jahr 2017 spielte sie Paola Salcedo, die Frau des Sicherheitschefs des Cali-Kartells, in der dritten Staffel der amerikanischen TV-Serie von Netflix: Narcos.
Sie war ebenfalls das Werbegesicht verschiedener Marken in Kolumbien, wie L’Oréal Paris Elvive, Studio F und Nestlé.

## Filmografie
- 2009: Bermúdez
- 2010: Chepe Fortuna
- 2012: Rafael Orozco, El Ídolo
- 2012: Alejandro de La Vega Garcia Moreno (Kurzauftritt)
- 2014: Fugitivos
- 2016: Love & Coffee
- 2017: Narcos (3. Staffel)